# Vinko Aljinović-Jera
Vinko Aljinović-Jera (Split, 1911. – Stara Gradiška 1942.), splitski komunist i sindikalist.

## Životopis
Rođen 1911. g. u Velom Varošu, u staroj splitskoj težačkoj obitelji Aljinović-Jera. Sin Ante Aljinovića, jednog od prvaka i osnivača Socijalističke stranke u Dalmaciji.
Po zanimanju je bio brijač. Pristupa Komunističkoj partiji 1931. g. Kao istaknuti sindikalni rukovodilac podružnice brijačkih radnika URSS-a (Ujedinjeni radnički sindikalni savez) uhićen je 1940. g. i odveden u Lepoglavu. Uspostavom Nezavisne Države Hrvatske prebačen je u logor Stara Gradiška, gdje je osuđen na smrt glađu.
1945. g. osnovana je u Splitu brijačko-frizerska zadruga koja do 1990. nosila ima Vinko Aljinović. Također, jedna ulica u splitskom kvartu Spinut, nosila je do 1990. g. ime: Ulica Vinka Aljinovića (današnje Ulice Ivana Rendića i Jurja Plančića).